# رود فصلی شترون
 رود فصلی شترون یک رود در حوضه آبریز دریاچه نمک در استان البرز ایران است که از البرز سرچشمه می‌گیرد. این رود در ارتفاع ۱۷۰۷ متری واقع شده است.